# Miguel Utrilla
Miguel Utrilla är en ort i Mexiko.   Den ligger i kommunen Chenalhó och delstaten Chiapas, i den sydöstra delen av landet, 800 km öster om huvudstaden Mexico City. Miguel Utrilla ligger 1 312 meter över havet och antalet invånare är 1 113.
Terrängen runt Miguel Utrilla är kuperad åt sydväst, men åt nordost är den bergig. Runt Miguel Utrilla är det tätbefolkat, med 319 invånare per kvadratkilometer. Närmaste större samhälle är Cancuc, 2,9 km söder om Miguel Utrilla. I omgivningarna runt Miguel Utrilla växer i huvudsak städsegrön lövskog.